# 胡家庙街道
胡家庙街道，是中华人民共和国陕西省西安市新城区下辖的一个乡镇级行政单位。

## 行政区划
胡家庙街道下辖以下地区：
长缨社区、华清社区、金花社区、万东社区、长缨东路社区、陕汽社区、陕建机社区、西筑社区、陕机司社区、西电设社区、金泰社区、胡一社区、胡二社区、南张社区、北张家庄社区、三府湾社区和骏景社区。